# فالکویلر
فالکویلر (به فرانسوی: Falkwiller) یک کمون (فرانسه) در فرانسه است که در canton of Dannemarie واقع شده‌است. فالکویلر ۳٫۵۵ کیلومتر مربع مساحت دارد ۲۹۵ متر بالاتر از سطح دریا واقع شده‌است.